# Katamsa
Katamsa est un village du Cameroun situé dans le département du Mayo-Tsanaga et la Région de l'Extrême-Nord.

## Population
Lors du troisième recensement général de la population et de l'habitat du Cameroun, le dénombrement de la population du village comptait 2 342 habitants donc 1 065 de sexe masculin et 1 277 de sexe féminin.

## Climat
Le climat de Katamsa est de type tropical d'altitude. Le mois d'avril est le mois le plus chaud de l'année avec une température de 30,4 °C et celui d'août est le moins chaud avec 24,0 °C. La température annuelle moyenne est de 26,4 °C pour une précipitation annuelle moyenne de 879 mm.